# Robert Hagen
August Robert Hagen, född 2 maj 1868 i Vetlanda församling, Jönköpings län, död 30 augusti 1922 i Gävle Heliga Trefaldighets församling, Gävleborgs län
, var en svensk jurist och ämbetsman. Han var från 1896 gift med Ellen Hagen.
Efter hovrättsexamen i Uppsala 1892 blev Hagen länsman 1895, kronofogde 1906, landskamrerare 1907 i Uppsala län och 1917 i Stockholms län, tillförordnad landshövding i Västerbottens län 1917–1918 och landshövding i Gävleborgs län 1918–1922.